# Sazae-san
Sazae-san (サザエさん?) es una serie de manga y anime japonés creada por  Machiko Hasegawa. Fue publicada en el periódico local Fukunichi Shimbun el 22 de abril de 1946. Cuando Asahi Shimbun expresó anhelo para que Hasegawa dibujara la tira cómica, ella se mudó a Tokio en 1949, explicando así que los protagonistas también se mudaban de la sureña isla de Kyushu hacia la capital japonesa. La tira cómica trataba situaciones contemporáneas en Tokio hasta el retiro de Hasegawa, quien la finalizó el 21 de febrero de 1974. Posee el Récord Guinness como la serie de anime más longeva de todos los tiempos. En 1975 detuvo su producción de nuevos episodios por causa del "shock petrolero" que provocó un aumento en los costos de producción. Pausó por segunda vez su emisión en la historia por el coronavirus.

## Personajes
La protagonista, Sazae Isono (磯野 サザエ Isono Sazae?), se casó con Masuo Fuguta (フグ田 マスオ Fuguta Masuo?) en las primeras etapas de la historia. Al comienzo Fune Isono (磯野 フネ Isono Fune?), madre de Sazae, estaba preocupada porque consideraba a su hija poco femenina para siquiera atraer un esposo. Masuo se mudó a casa de Sazae, quien posteriormente daría luz a un hijo, Tarao Fuguta (フグ田 タラオ Fuguta Tarao?), conocido como Tara-chan (タラ ちゃん?).
Muchas de las historias involucraban otros miembros de la familia de Sazae, como su padre Namihei Isono (磯野 波平 Isono Namihei?), y sus hermanos menores Katsuo (カツオ?) y Wakame (ワカメ?).
En ocasiones aparecen otras dos familias, los Isasaka (padre novelista, su esposa, quien fue amiga de Fune desde la secundaria, y sus hijos) y otra rama de los Isono (el sobrino de Namihei Norisuke Isono (磯野 ノリスケ Isono Norisuke?), su esposa Taiko (タイ子?) y su hijo de un año de edad Ikura (イクラ?)).
Aunque la tira cómica duró 28 años, es una de las pocas -en el cómic japonés- en que los personajes no envejecen: Sazae siempre tiene 27 años, su esposo 28, su padre y madre 54 y 48, respectivamente, y sus hermanos, 11 y 7 años de edad.

## Argumentos
Al comienzo, Sazae estaba más interesada en ser ella misma que lucir kimonos y maquillarse para atraer a su futuro esposo. Hasegawa era bastante vanguardista de pensamiento, tanto que, en sus palabras, el clan Isono/Fuguta podría encarnar a la familia moderna japonesa luego de la Segunda Guerra Mundial. 
Sazae era una mujer muy liberal, y muchos de los primeros argumentos mostraban a Sazae mandando a su esposo, para consternación de sus vecinos, quienes pensaban que el hombre debía ser la cabeza del hogar. Más adelante, Sazae se convirtió en feminista y se involucró en situaciones cómicas al afiliarse al grupo feminista local.

## De ropas japonesas a occidentales
Al pasar de los años cincuenta a los sesenta, Hasegawa cambió el vestuario de sus personajes para acomodarse a los nuevos tiempos. Sazae, famosa por lucir un soso vestido oscuro, comenzaría a vestir pantalones y en ocasiones minifaldas. Conservando el rol tradicional de matriarca, Fune no lucía atuendos modernos en casa pero se vestía a lo occidental cuando salía con el resto de la familia.

## Versión impresa
La tira sería recopilada en forma de libro por la editorial Shimaisha (姉妹社?), propiedad de Machiko y su hermana Mariko. En abril de 1993, Shimaisha se fue a la quiebra y los libros dejaron de imprimirse. El mismo año, el Asahi Shimbun adquirió los derechos para publicar los 45 volúmenes. Algunos cómics seleccionados han sido publicados en los Estados Unidos por Kodansha America.

## Sazae en los medios japoneses
En 1955, una estación de radio emitió una serie dramática basada en la tira cómica. El mismo año iniciaría una corta serie animada, trasmitida en lo que se convertiría en TBS (Tokyo Broadcasting System).
En noviembre de 1965, la TBS inició una serie dramática de acción real basada en la tira cómica, que duraría hasta septiembre de 1967.
Dos años después, en octubre de 1969, Fuji Television comenzaría la emisión de una serie animada, que sigue al aire los domingos a las 18:30, dividida en tres capítulos, esta serie animada es de hecho la serie animada más larga de la historia de la animación con más de 7500 capítulos y contando (es actualmente uno de los animes más vistos en Japón). Algunos de los personajes de la serie animada, como los compañeros de clase de Katsuo, no aparecen en los trabajos originales de Hasegawa.
En 1979, la NHK haría una serie dramática que sería emitida durante seis meses, tratando la creación de  Sazae-san y la juventud de Machiko Hasegawa.
Como dato adicional, esta era la única serie de anime en la actualidad que sigue utilizando el método de "Animación Tradicional", es decir, completamente a mano (por personas), sin uso de ordenadores; no fue hasta el año 2015 que se empezó a utilizar la animación digital estadounidense.
- Opening: "Sazae-san"  por Yuko Uno
- Ending:  "Sazae-san Ikka" por Yuko Uno